# Centro Amazónico de Antropología y Aplicación Práctica
El Centro Amazónico de Antropología y Aplicación Práctica (CAAAP) es una asociación civil sin fines de lucro peruana creada en 1974 por nueve obispados de la Iglesia Católica de la Amazonía peruana al servicio de los pueblos indígenas. Su actual director es Manuel Cornejo Chaparro.

## Área de trabajo
De acuerdo a la misma institución, su misión es trabajar por "la equidad, la interculturalidad, los derechos humanos y del medio ambiente, el manejo sostenible de los bienes naturales, la justicia, la solidaridad y una cultura de paz".
Cuenta con seis oficinas regionales: en Loreto (en alianza con ACODECOSPAT - Asociación Cocama de Desarrollo y Conservación San Pablo de Tipishca), San Martín, Ucayali (en alianza con ORAU - Organización Regional AIDESEP), Amazonas (en alianza con ORPIAN-P, la Organización Regional de los Pueblos Indígenas de la Amazonía del Norte) y en la Selva Central (en alianza con la Asociación Regional de Pueblos Indígenas de Selva Central, ARPI-SC, y  la Confederación de Nacionalidades Amazónicas del Perú Selva Central, CONAP-SC).
La organización ha desarrollado proyectos de investigación, conservación y difusión de las lenguas originarias amazónicas desde la década de los ochenta, así como cursos de educación intercultural bilingüe.
Actualmente, el CAAAP trabaja actividades de formación, asesoría, sensibilización, incidencia política, investigación, publicación y difusión, así como consultorías especializadas y docencia académica. Labores se realizan en alianza con organizaciones indígenas, redes y plataformas interinstitucionales de la sociedad civil y el Estado. El CAAAP trabaja con 7 pueblos indígenas de la Amazonía peruana (de un total de 51 pueblos reconocidos por el INEI): Awajún, Asháninka, Mai Huna, Kechwa-Lamistas, Kukama, Shipibo-Konibo y Yagua.

## Afiliaciones
El CAAAP forma parte de la Coordinadora Nacional de Derechos Humanos, y de algunos grupos temáticos de la misma: el Grupo de Trabajo sobre Pueblos Indígenas, el Grupo de Trabajo sobre impacto de los Hidrocarburos, la Mesa Técnica de Salud Ambiental, entre otros. Asimismo, es la institución encargada en Perú para coordinar la Red Eclesial Panamazónica (REPAM).

## Publicaciones y centro de documentación
El CAAAP publica la Revista Amazonía Peruana desde 1976 anualmente. Además, publica libros e informes; por ejemplo, el Libro azul británico: Informes de Roger Casement y otras cartas sobre las atrocidades en el Putumayo (2012 [1912]) de Roger Casement.
El Centro de Documentación del CAAAP (CENDOC) tiene un catálogo accesible en línea y cuenta con más de 10 000 títulos de temas relacionados con la Amazonía, sobre antropología, lingüística, derecho, ecología y educación, entre otros, según su página web.